# Rhamphus pulicarius
Rhamphus pulicarius är en skalbaggsart som först beskrevs av Herbst 1795.  Rhamphus pulicarius ingår i släktet Rhamphus, och familjen vivlar. Arten är reproducerande i Sverige.